# Iaroslàvskoie
Iaroslàvskoie (en rus: Ярославское) és un poble de l'óblast de Sverdlovsk, a Rússia, segons el cens del 2010 tenia 241 habitants.